# Andrzej Byrt

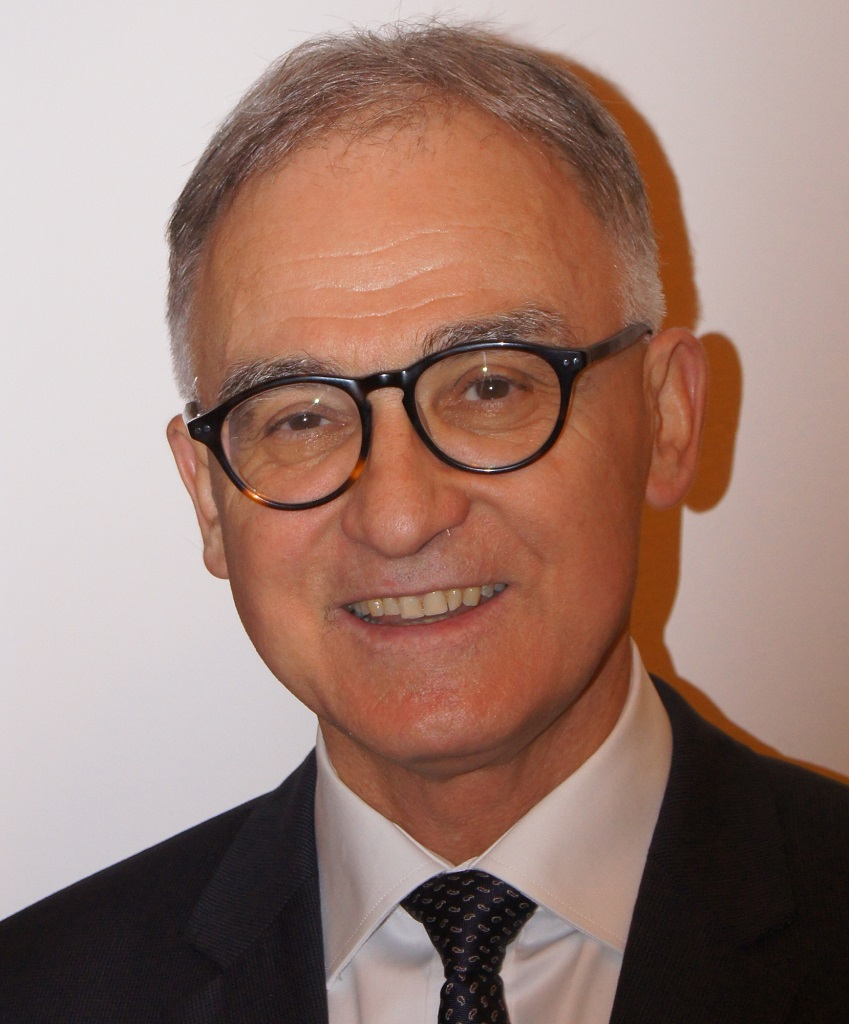
Andrzej Byrt (2017)

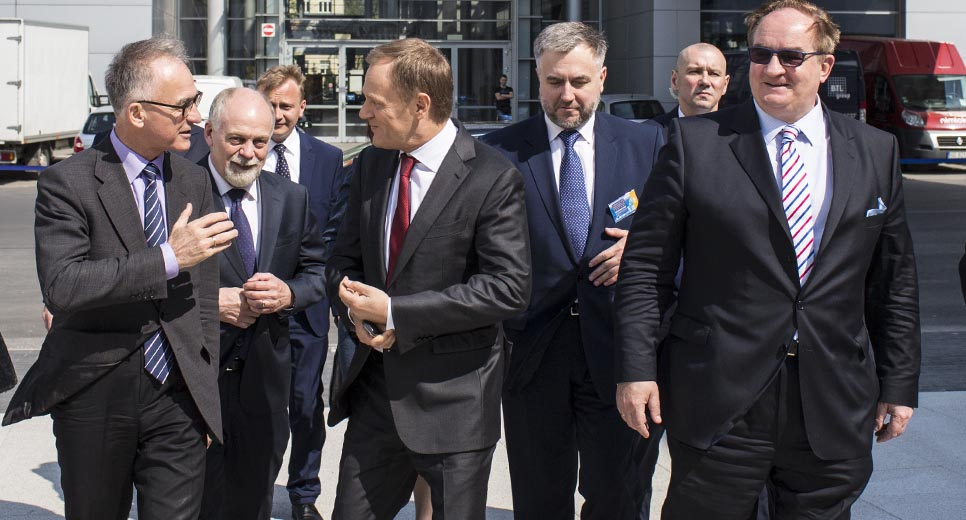
Andrzej Byrt (links) im Gespräch mit Donald Tusk (2014)

Andrzej Jan Byrt (* 20. September 1949 in Poznań, Polen) ist ein polnischer Wirtschaftswissenschaftler und ehemaliger Diplomat und Vizeminister. Byrt war Botschafter in Deutschland, Frankreich und Monaco.

## Leben
Nach einem Studium an der Wirtschaftsuniversität Poznań (UEP) wurde Byrt dort 1977 promoviert. Von 1978 bis 1986 arbeitete er für die Internationale Messe Poznań (MTP), zuerst als Marketingleiter dann seit als 1982 Generaldirektor. Später war er Wirtschaftsberater an der polnischen Botschaft in Brüssel und anschließend stellvertretender Minister (poln. wiceminister) im Ministerium für wirtschaftliche Zusammenarbeit.
Von 1995 bis 2001 war Byrt erstmals Botschafter in der Bundesrepublik Deutschland. 2001 wurde er von Leszek Miller zum Unterstaatssekretär am Außenministerium berufen, kehrte aber 2002 bis 2006 als Botschafter nach Deutschland zurück. Sein Nachfolger in Berlin wurde Marek Prawda.
Byrt beriet dann den Vorstand der MTP, bevor er 2009 bis 2014 Vorstandsvorsitzender der Messe und Präsident der Polnischen Messewirtschaft wurde. Im Januar 2015 wurde er zum polnischen Botschafter in Frankreich und Monaco ernannt, aber im Juli 2016 durch die neue Regierung der PiS entlassen.
Aleksander Kwaśniewski berief Byrt in den Beirat der Stiftung „Amicus Europae“. Auch im Ausschuss für Wirtschaftswissenschaften der Polnischen Akademie der Wissenschaften war er tätig, ferner im Polnischen Olympisches Komitee und in der Kommission für internationale Zusammenarbeit in Warschau.

## Ehrungen
Byrt erhielt das Große Bundesverdienstkreuz. 1997 wurde ihm das Offiziers- und 2011 das Komturskreuz des Ordens Polonia Restituta verliehen. Estland zeichnete den Diplomaten 2002 mit dem Orden des weißen Sterns II. Klasse aus. Im Jahr 2016 erhielt er den Titel des 25. Ehrendoktors der Universität für Wirtschaft in Posen.

## Sonstiges
Byrts Vater kam im November 1939 als Zwangsarbeiter nach Babelsberg, er lehnte die Teilnahme an der Akkreditierung seines Sohns ab. Ihm gelang es als einzigem Botschafter einen Wagen beim Kölner Karnevalszug mitfahren zu lassen. Beim Umzug der polnischen Botschaft von Köln nach Berlin startete er symbolisch im Heißluftballon. Er lud auch Harald Schmidt nach Polen ein.